# Руси (Равена)
Руси (итал. Russi) је насеље у Италији у округу Равена, региону Емилија-Ромања.
Према процени из 2011. у насељу је живело 6697 становника. Насеље се налази на надморској висини од 10 м.

## Становништво
Према резултатима пописа становништва 2011. у општини је живело 12.083 становника.
| 1931. | 1936. | 1951. | 1961.  | 1971.  | 1981.  | 1991.  | 2001.  | 2011.  |
| ----- | ----- | ----- | ------ | ------ | ------ | ------ | ------ | ------ |
| 9.480 | 9.523 | 9.549 | 10.458 | 11.155 | 11.215 | 10.879 | 10.503 | 12.083 |

## Партнерски градови
- Салуђа
- Бопфинген
- Подборжани